# USS Maine (ACR-1)
USS Maine (ACR-1) var en pansarkryssare i amerikanska marinen. Fartyget är förmodligen mest känt för sin förlisning i Havannas hamn den 15 februari 1898, som blev den utlösande faktorn till spansk-amerikanska kriget. Samtida amerikansk press lade skulden för olyckan på de spanska myndigheterna, och hävdade att kryssaren hade gått på en spansk sjömina. Dagens historiker menar dock att en pannexplosion var den verkliga orsaken bakom förlisningen.

### Fotnoter
1. ↑  ”Påvebesök i 100-årsskugga. 1898 års krig skapade ett imperium och knäckte ett - offret blev Kuba” (på svenska). Dagens nyheter. 21 januari 1998. http://www.dn.se/arkiv/ledare/pavebesok-i-100-arsskugga-1898-ars-krig-skapade-ett-imperium-och-knackte-ett-offret-blev-kuba/. Läst 11 april 2017.